# Nicolas Dezède
Nicolas-Alexandre Dezède (Lione, 1740 circa – Parigi, 11 settembre 1798) è stato un compositore francese del XVIII secolo nato da genitori ignoti.

## Biografia
Compose molte opéra-comique, delle quali diverse furono popolari al Théâtre de la comédie italienne. Fu al servizio del duca des Deux-Ponts dal 1749 al 1790. Massone, fu iniziato alla loggia Les Neuf Sœurs a Parigi.

## Opere principali
- 1772: Julie (28 settembre)
- 1777: Les Trois Fermiers
- 1783: Blaise et Babet
- 1784: Le Véritable Figaro
- 1785: Alexis et Justine